# جورج د. بيركنز
جورج د. بيركنز (بالإنجليزية: George D. Perkins)‏ هو مُحرِّر وناشر وسياسي أمريكي، ولد في 29 فبراير 1840 في الولايات المتحدة، وتوفي في 3 فبراير 1914 في نفس البلد. حزبياً، نشط في الحزب الجمهوري. وقد انتخب عضو مجلس ولاية آيوا وانتخب عضو مجلس النواب الأمريكي.